# Плоцк
Плоцк (на полски: Płock) е град в Централна Полша, Мазовско войводство. Административен център е на Плоцки окръг без да е част от него. Самият град е обособен в отделен окръг с площ 88,04 км2.

## География
Градът е разположен в Плоцката котловина край река Висла.

## История
Плоцк е историческа столица на Мазовия.

## Население
Населението на града възлиза на 123 627 души (2013 г.). Гъстотата е 1404 души/км2.

## Спорт
Плоцк е дом на футболните клубове Висла (Плоцк), Мазовия (Плоцк), СКС 70 (Плоцк) и Сточньовец (Плоцк).

## Фотогалерия
- Катедрала
- Замък
- Амфитеатър
- Мазовски музей
- Улица „Тумска“
- Мост „Солидарношчи“ на река Висла